# Гогаева, Нина Петровна
Ни́на Петро́вна Гога́ева (род. 9 января 1977, Бакчар, Томская область, СССР) — российская актриса театра, кино и эстрады.

## Биография
Родилась 9 января 1977 года в селе Бакчар Томской области. По национальности осетинка. Никогда не мечтала стать актрисой, хотела петь. Занималась вокалом, принимала участие в различных конкурсах. Во время учёбы в школе участвовала в театральных постановках, занималась танцами и музыкой. Хорошо знает и любит классическую музыку. Окончив школу и подав документы в Высшее театральное училище имени Б. В. Щукина, поступила на курс Александра Граве. В 2000 году, окончив училище, с отрывком из дипломного спектакля прослушивается в МХАТе имени Горького и принимается. В настоящее время занимается озвучиванием, рекламой, работает в ряде кино и телепроектов. Наиболее известна зрителю благодаря ролям в сериалах «Меч», «Лесник», «Нюхач», «След» и «Мылодрама».

## Признание и награды
- Лауреат III премии конкурса чтецов имени Смоленского Санкт-Петербург (2000 год)
- Номинант премии «Золотой Носорог» за лучшую женскую роль, сериал «Меч» (2011 год)[3]

## Творчество

### Роли в театре
- Униженные и оскорблённые — Наташа.
- На всякого мудреца довольно простоты — Мамаева.
- Был один человек (пьеса) («Нежданный гость») — Лора Уорвик (реж. Алексей Васильев / МХАТ им. М. Горького)
- В день свадьбы (пьеса) — Рита.
- Синяя птица (пьеса) — Фея.
- Дама-невидимка — Донья Анхела.
- Контрольный выстрел (спектакль) — Инна (реж. Станислав Говорухин / МХАТ им. М. Горького

### Фильмография
| Год       |   | Название                       | Роль                                                                                   |
| --------- | - | ------------------------------ | -------------------------------------------------------------------------------------- |
| 2002      | с | Бригада                        | эпизод: секретарша                                                                     |
| 2002      | ф | Олигарх                        | эпизоды: народная исполнительница, на дне рождения, сцена убийства Мусы (нет в титрах) |
| 2003      | ф | Здравствуй, столица!           | эпизод: ночная посетительница (в титрах: Нионель Гагаева)                              |
| 2003      | ф | Повелитель эфира               | эпизод: диджей Скуратова (в титрах: Н. Гагаева)                                        |
| 2003      | ф | Сель                           | Фатима                                                                                 |
| 2005      | с | Криминальные игры              | Моника Дягилева                                                                        |
| 2006      | с | Автономка                      | Тамара Меликидзе (Грицко) (нет в титрах)                                               |
| 2006      | ф | Эспрессо                       | Она                                                                                    |
| 2006      | с | Под Большой Медведицей         | эпизод: диктор новостей                                                                |
| 2007      | ф | Бухта пропавших дайверов       | Марина                                                                                 |
| 2007      | с | Паутина                        | Алла / Вероника Николаевна Борисова                                                    |
| 2007      | с | Судебная колонка               | Екатерина Клещукова                                                                    |
| 2007      | с | Час Волкова                    | Роза                                                                                   |
| 2007      | с | След                           | Мария Ульянова (Серия "Вода")                                                          |
| 2008      | с | Две судьбы-4. Новая жизнь      | Александра Евгеньевна                                                                  |
| 2008      | с | Осенний детектив               | Мария Алексеевна Семак                                                                 |
| 2008      | с | Чемпион                        | Галина Анатольевна Ворожейкина (нет в титрах)                                          |
| 2009      | с | Барвиха                        | Елизавета Сергеевна (нет в титрах)                                                     |
| 2009      | с | Меч                            | Татьяна Дёмина                                                                         |
| 2009      | с | На всех широтах...             | Эмма                                                                                   |
| 2009      | с | Солдаты-16. Дембель неизбежен. | Зоя                                                                                    |
| 2009      | с | Час Волкова-3                  | Юлия Борисовна Вишнякова (в титрах: Нианель Гогаева)                                   |
| 2009—2010 | с | Спальный район                 | Зинаида Воронина                                                                       |
| 2010      | с | Наши соседи                    | Кьяра                                                                                  |
| 2010      | с | Адвокатессы                    | Ольга Игнатьева                                                                        |
| 2010      | с | Индус                          | Галина Сергеевна                                                                       |
| 2010      | с | Общая терапия-2                | Марина                                                                                 |
| 2010      | с | Шахта                          | Екатерина Петровна Чербенкова (Соловьёва)                                              |
| 2011      | с | Бежать                         | Милена Валерьевна Гогия                                                                |
| 2011      | с | Наши соседи-2                  | Кьяра                                                                                  |
| 2011      | с | Сёмин. Возмездие               | Анжела Баринова                                                                        |
| 2011—...  | с | След                           | Маргарита Сергеевна Власова                                                            |
| 2013      | с | Нюхач                          | Татьяна Александровна Воскресенская                                                    |
| 2013—2014 | с | Женщины на грани               | Милена Сергеевна Рогачёва                                                              |
| 2014      | ф | Судья                          | Нина Левичева (Соловьёва)                                                              |
| 2014      | с | Под прицелом                   | Афродита Семёновна Морозова, старший следователь, майор юстиции                        |
| 2014      | с | Умник                          | Ирина                                                                                  |
| 2015      | ф | Судья-2                        | Нина Левичева (Соловьёва)                                                              |
| 2015      | с | Лесник-3                       | Яна Максимовна Дежнёва                                                                 |
| 2015      | с | Меч II                         | Татьяна Дёмина                                                                         |
| 2015      | с | Нюхач-2                        | Татьяна Александровна Воскресенская                                                    |
| 2015      | ф | Душа шпиона                    | Римма                                                                                  |
| 2017      | с | Лесник. Своя земля             | Дежнёва                                                                                |
| 2017      | с | Под напряжением                | Ирина Шумская, майор юстиции, старший следователь Следственного комитета               |
| 2017      | с | Нюхач-3                        | Татьяна Александровна Воскресенская                                                    |
| 2018      | с | Взрыв                          | Вера Шамалова                                                                          |
| 2019      | с | Мылодрама 2                    | Лариса Романова                                                                        |
| 2019      | с | Скажи что-нибудь хорошее       | Ирина                                                                                  |
| 2019      | ф | Идеальный брак                 | Елена Орлова                                                                           |
| 2019      | с | Вирус (Заражение)              | Марина Истратова, тележурналист                                                        |
| 2020      | с | Нагиев на карантине            | жена Нагиева                                                                           |
| 2021      | с | Бывших не бывает               | Марина                                                                                 |
| 2023      | с | Цикады                         | Адвокат                                                                                |
| 2023      | с | Клипот                         | Мира Миронова                                                                          |
| 2024      | с | Карьеристки                    | Марина Евгеньевна Князева                                                              |

- Названия проектов, в которых актриса исполнила главные роли, подчёркнуты.

### Дубляж
- 2006 The Elder Scrolls IV: Oblivion — Имперцы-женщины и бретонцы-женщины и Shivering Isles.
- 2008 Небесный замок Лапута — Дора
- 2008 Fallout 3